# Гарсия Аспе, Альберто
Альбе́рто Гарси́я А́спе Ме́на (исп. Alberto García-Aspe Mena; 11 мая 1967, Мехико, Мексика) — мексиканский футболист. Входит в топ-10 лидеров мексиканской сборной всех времён по количеству проведённых матчей — в 119 встречах он забил 21 гол.

## Биография
Клубная карьера Гарсия Аспе началась в 1984 году в УНАМ Пумас, в матче, который его команда выиграла у «Пуэблы» со счётом 4:1. Гарсия Аспе большую часть карьеры провёл в мексиканских командах УНАМ Пумас, «Некакса», «Америке» и в той же «Пуэбле»; в 1995 году недолго выступал в аргентинском «Ривер Плейте». Гарсия Аспе выиграл 4 чемпионата Мексики — с УНАМ Пумас (1991) и «Некаксой» (1995, 1996 и 1997). Всего Альберто сыграл в 518 матчах Примеры, забил 142 гола и сделав 51 результативную передачу. Последний раз в мексиканской Примере он сыграл против клуба «Морелия», проигранном со счётом 2:5.
Дебют в сборной Мексики состоялся 26 апреля 1988 года, когда «ацтеки» выиграли у Гондураса со счётом 4:1. Гарсия Аспе выступал на трёх чемпионатах мира (1994, 1998 и 2002), четырёх Кубках Америки (1993, 1995, 1999, 2001), участвовал в Кубке Короля Фахда 1995 года (прототип Кубка конфедераций), выигрывал Кубок конфедераций в 1999 году. Он забил гол на чемпионате мира 1994 года в ворота сборной Болгарии и на чемпионате мира 1998 года в ворота Бельгии — оба с пенальти. На чемпионате мира 2002 года Гарсия Аспе появился только в одной игре, сыграв 12 минут в матче против США.
Альберто Гарсия Аспе в настоящее время — комментатор на Televisa. Также он участвует в ежегодной мексиканской акции по сбору денег для детей Teletón..